# MG Y-Type
MG Y-Type är en personbil, tillverkad av den brittiska biltillverkaren MG mellan 1947 och 1953.

## MG Y-Type
Strax före andra världskrigets utbrott hade MG byggt en prototyp till en fjärde sedan-modell, mindre än VA:n. Karossen hämtades från Morris Eight Series E, medan motorn kom från den större Morris Ten Series M. Samma motor användes även i TB Midget, men då med dubbla förgasare.

### YA
Först 1947 gick YA i produktion, åtta år försenad. Interiören var lyxig, med mycket läder och trä, men med den traditionella MG-kylaren och fristående strålkastare såg bilen rejält gammalmodig ut. Den enda anpassningen till den nya tiden var den individuella framvagnen med kuggstångsstyrning.

### YT
På bilsalongen i London 1948 presenterades den öppna YT Tourer. Bilen hade tvåförgasarmotorn från Midget-modellen. Försäljningen gick sämre än förväntat och modellen försvann redan efter två år.

### YB
Hösten 1951 introducerades den modifierade YB. Bilen hade fått hypoidbakaxel och mindre femtontumshjul.

## Motor[1]
| Modell | Motor              | Cylindervolym | Effekt | Bränslesystem       |
| ------ | ------------------ | ------------- | ------ | ------------------- |
| YA/YB  | 4-cyl radmotor ohv | 1248 cm³      | 46 hk  | Enkel SU förgasare  |
| YT     | 4-cyl radmotor ohv | 1248 cm³      | 54 hk  | Dubbla SU förgasare |

## Tillverkning[1]
| Modell | Antal |
| ------ | ----- |
| YA     | 6 158 |
| YT     | 877   |
| YB     | 1 301 |